# ساولزبیویل (کالیفرنیا)
ساولزبیویل (به انگلیسی: Soulsbyville) یک منطقهٔ مسکونی در ایالات متحده آمریکا است که در شهرستان توآلومی، کالیفرنیا واقع شده‌است. ساولزبیویل ۷٫۸۱۲ کیلومتر مربع مساحت و ۲٬۲۱۵ نفر جمعیت دارد و ۸۹۳ متر بالاتر از سطح دریا واقع شده‌است.